# Lego
Lego ([ˈlɛɡu], Dinamarquês: [ˈle̝ːko]; estilizado como LEGO) é uma linha de brinquedos de construção de plástico fabricados pelo The Lego Group, uma empresa privada com sede em Billund, Dinamarca. Em 2021, a Lego era a maior empresa de brinquedos do mundo. O principal produto da empresa, o Lego, consiste em tijolos de plástico interligados de várias cores que acompanham uma série de engrenagens, estatuetas chamadas minifiguras e várias outras peças. As peças de Lego podem ser montadas e conectadas de várias maneiras para construir objetos, incluindo veículos, edifícios e robôs de trabalho. Qualquer coisa construída pode ser desmontada novamente e as peças reutilizadas para fazer coisas novas.
The Lego Group começou a fabricar os tijolos de brinquedo interligados em 1949. Filmes, jogos, competições e oito parques de diversões Legoland foram desenvolvidos sob a marca. Em julho de 2015, seiscentas bilhões de peças de Lego foram produzidas.

## História
O brinquedo surgiu numa pequena empresa familiar na década de 1930. Obteve sucesso na década de 1960, expandindo-se nas décadas seguintes. O criador fundiu duas palavras em dinamarquês para obter o nome "LEGO": leg godt que significa "brincar bem". Atualmente o grupo LEGO emprega mais de 10.000 pessoas em cerca de 140 países, ocupando a posição de líder mundial no segmento de brinquedos para crianças nas faixas dos três meses aos dezesseis anos de idade.

## LEGO na educação

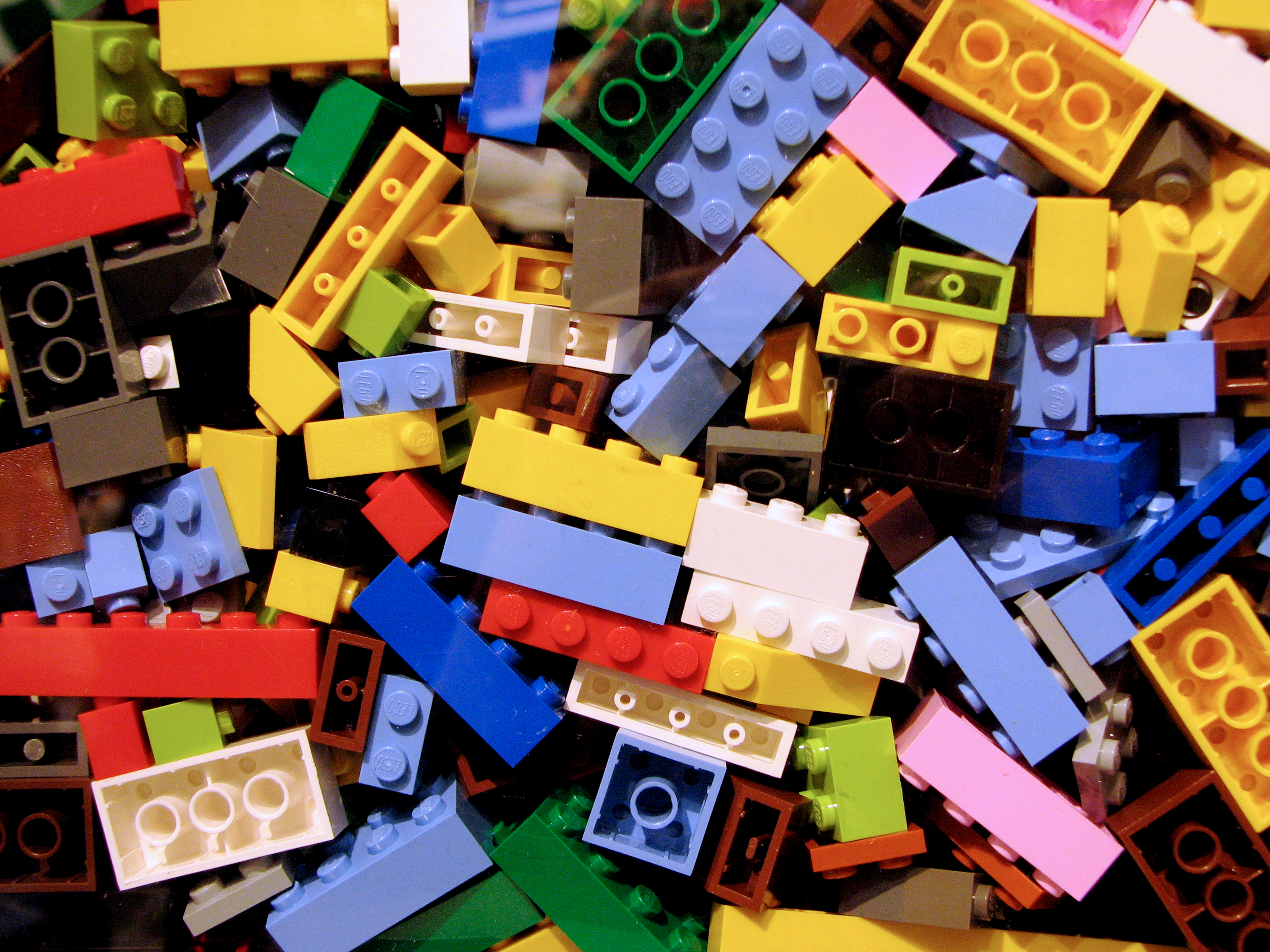
Exemplo de Peças de Lego

Os produtos LEGO encontram-se hoje em massa nos grandes institutos de educação nos países desenvolvidos, desde a pré-escola, onde as linhas tradicionais do grupo divertem as crianças e estimulam a sua concentração e criatividade, até à universidade, onde linhas tecnológicas como a LEGO Technic e a LEGO Mindstorms permitem aos estudantes aperfeiçoarem-se em design, robótica e mecatrônica.
A divisão educacional do Grupo LEGO foi criada em 1980, em parceria com o Instituto de Tecnologia de Massachusetts (MIT). Em 1998, a LEGO Education entrou no Brasil por meio da empresa Edacom Tecnologia, que atualmente é conhecida como ZOOM Education for Life. Além disso, na cidade de Paulínia, há o Projeto Stop Motion, que integra as iniciativas educacionais da ZOOM Education.

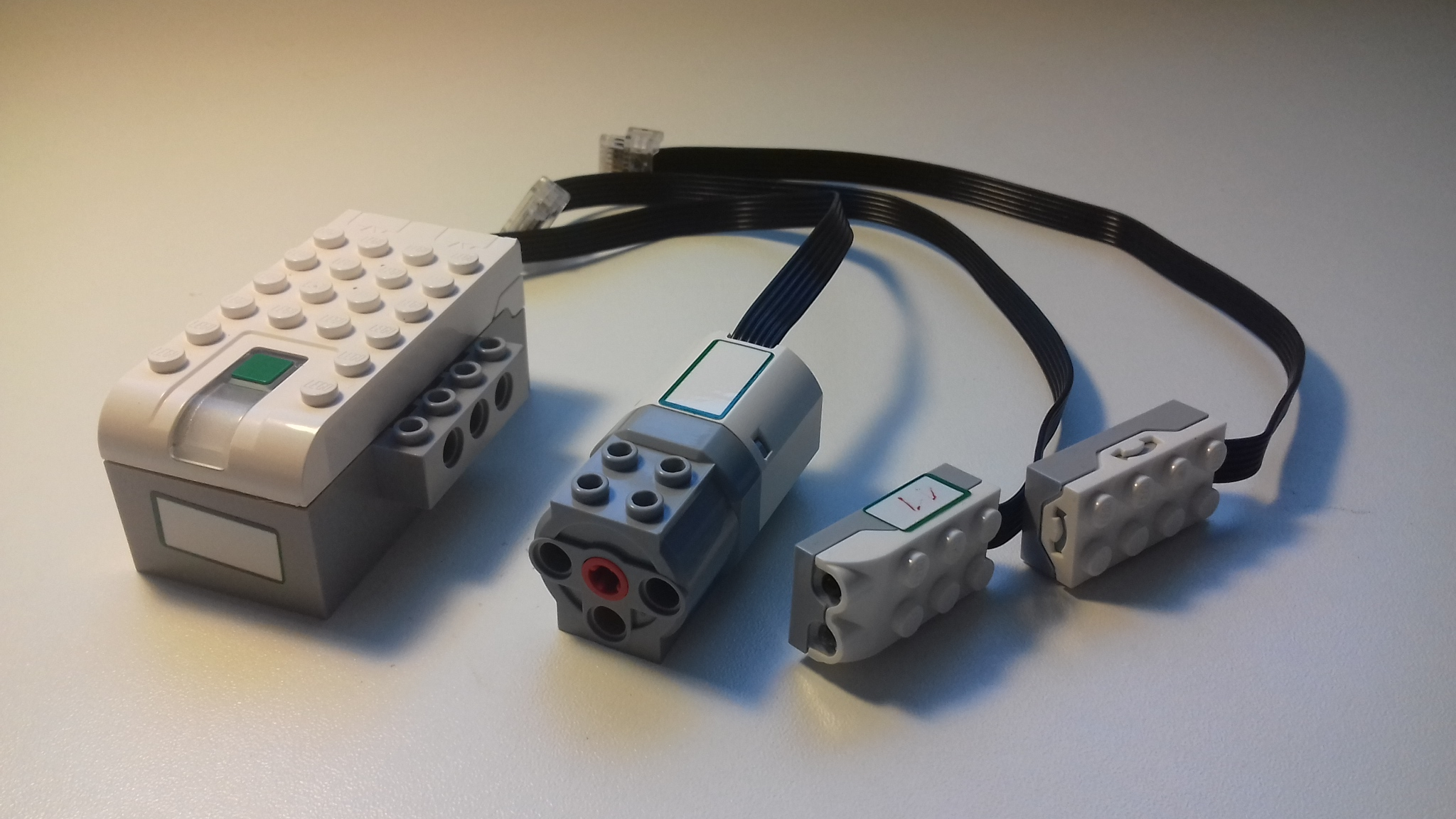